# Ignazio Pietro VI Chaahbadine
Ignazio Pietro VI, nato Grégoire Pierre Chaahbadine (Edessa, 1641 circa – Adana, 4 marzo 1702), è stato arcieparca siriaco di Gerusalemme e secondo patriarca della Chiesa sira.
La sua morte in circostanze tragiche ha segnato la fine del primo tentativo di unione tra la Chiesa siriaca e la Chiesa cattolica.

## Biografia
Grégoire Pierre Chaahbadine, nato attorno al 1641, era nipote di Ignace Abdul Masih I e divenne arcieparca siriaco di Gerusalemme nel 1662.
Abdul Masih era il leader del partito ortodosso della Chiesa siriaca, che dal 1662 si opponeva al patriarca Ignazio Andrea I Akhidjan, convertitosi al cattolicesimo e capo del partito cattolico della medesima Chiesa siriaca. Alla morte di André I Akhidjan, nel luglio 1677, Abdul Masih convinse la fazione opposta di aver pure lui aderito al cattolicesimo; tuttavia una volta eletto patriarca ed ottenuto il firmano dal sultano di Costantinopoli, che lo riconosceva a capo della Nazione siriaca, manifestò le sue reali intenzioni con un completo voltafaccia. I sostenitori del patriarca defunto elessero allora come patriarca cattolico suo nipote, Grégoire Pierre Chaahbadine, che aveva manifestato realmente la sua sincera fede cattolica.
Dopo l'elezione, Chaahbadine ottenne, anche grazie al console francese di Aleppo, la conferma come patriarca dal sultano ottomano, e venne solennemente intronizzato il 2 aprile 1678. In seguito fu confermato anche da papa Innocenzo XI, che gli concesse il pallio il 12 giugno 1679.
Gli anni successivi sono stati profondamente segnati dagli scontri tra le opposte fazioni, i pro-cattolici e pro-ortodossi, che cercavano di conquistare dalla loro parte le autorità ottomane. Ciò portò per ben cinque volte alla destituzione di Chaahbadine e alla sua riabilitazione. Ogni qual volta che le autorità ottomane prendevano una posizione a favore della fazione ortodossa, questo causava scontri violenti che degeneravano in vere e proprie persecuzioni nei confronti del partito cattolico.
Nel 1696 Chaahbadine, con l'arcieparca Grégoire Isho (Josue) di Gerusalemme, si recò a Roma per raccogliere fondi. Qui incontrarono papa Innocenzo XII e vi rimasero fino al 1700 quando, attraverso l'aiuto di Leopoldo I, imperatore d'Austria, e di Luigi XIV di Francia, raggiunsero Costantinopoli. Il 1º marzo 1701 Chaahbadine fu reinstallato per la quinta volta nella sua sede di Aleppo.
Quest'ultima riabilitazione di Chaahbadine si concluse in tragedia dopo pochi mesi a causa delle persecuzioni della fazione pro-ortodossa e delle autorità ottomane. Il 27 agosto 1701 il patriarca, l'arcieparca Dionigi Amin Kahn Risqallah di Aleppo, e la maggior parte del clero siro-cattolico della città furono arrestati, picchiati e imprigionati. Il 10 novembre successivo vennero trasferiti con una marcia forzata da Aleppo al castello di Adana. Amin Kahn Risqallah morì lo stesso giorno dell'arrivo ad Adana, il 18 novembre, a causa delle ferite subite durante la marcia.
Nonostante le denunce delle potenze occidentali, Chaahbadine non venne liberato, e il 4 marzo 1702, come raccontano le cronache di allora, gli fu offerto un caffè dal comandante del castello, e nella stessa notte morì, probabilmente per avvelenamento.
Dopo la morte di Chaahbadine, il clero siro-cattolico, ancora prigioniero ad Adana, elesse, il 23 novembre 1703, come nuovo patriarca cattolico, l'arcieparca di Ninive Basil Ishaq ibn Jubair (o Isaac Basilios Joubeir, c. 1645-1721), che all'epoca era a Costantinopoli nel consolato francese; questi fu confermato dalla Santa Sede il 17 novembre 1704. Egli comunque non accettò la nomina, a causa delle estreme difficoltà in cui versava la Chiesa cattolica sira; nel 1706 si trasferì a Roma, dove morì il 18 maggio 1721. La Chiesa siro-cattolica ha avuto un nuovo patriarca solo nel 1783 con Ignazio Michele III Jarweh.

## Successione apostolica
La successione apostolica è:
- Vescovo Denys Rizqallah Amin-Han (1678)
- Vescovo Grégoire Yasu Abd al-Ahad ibn Misr-Sah (1678)
- Vescovo Timothée Isaac Gebeir (1682)
- Vescovo Athanasius Safar (1685)